# Szkolnictwo ewangelickie w Polsce
Szkolnictwo ewangelickie w Polsce -  sieć szkół prowadzonych przez ewangelickie zgromadzenia zakonne, diecezje lub parafie, bądź – na mocy porozumienia z władzami kościelnymi – przez różne stowarzyszenia, fundacje lub osoby prywatne.

## Historia
Aż do II wojny światowej szkoły ewangelickie powszechnie funkcjonowały na ziemiach polskich. Przykładem są warszawskie gimnazja ewangelickie: męskie im. Mikołaja Reja i żeńskie im. Anny Wazówny, które stały się wręcz wizytówką polskiego ewangelicyzmu. Było to szkoły utrzymywane przez poszczególne parafie ewangelickie, przy wsparciu finansowym państwa.
Po ostatniej wojnie, gdy państwo przejęło oświatę, prowadzenie szkół ewangelickich przestało być możliwe. Możliwości takie zaistniały ponownie po 1989 r., ale do stanu przedwojennego nie dało się powrócić, gdyż parafiom ewangelickim zabrano po 1945 r. nie tylko szkoły, ale i inne nieruchomości, które stanowiły źródło utrzymania tych szkół, jak i licznych zakładów charytatywnych. Zwrot mienia kościelnego przewidziany ustawami kościelnymi z 1994 r., dotyczył tylko niewielkiej części dawnego mienia parafialnego, i trwał długo.

## Współczesność
W tej sytuacji optymalnym rozwiązaniem było powoływanie odrębnych stowarzyszeń i fundacji, mających jako główny cel utworzenie i prowadzenie szkół ewangelickich. Stowarzyszenia te na ogół dzierżawią budynki szkolne od parafii ewangelickich, zaś koszty ich utrzymania pokrywane są z czesnego i dotacji państwowych przysługujących szkołom niepublicznym. W celu ułatwienia dostępu do tych szkół także uboższej młodzieży, przy większości z nich działają także fundacje, gromadzące fundusze m.in. na stypendia. Kościoły ewangelickie w Polsce nie prowadzą obecnie bezpośrednio szkół żadnego rodzaju.
Wszystkie otwarte do tej pory szkoły są otwarte dla uczniów wszystkich wyznań. Ich ewangelickość wynika nie tylko z wyznania ludzi, którzy je założyli i prowadzą, lecz przede wszystkim objawia się propagowanym systemem wartości, opartym o tradycje chrześcijańskie, tolerancję i otwartość oraz etos ewangelicki.

### Szkoły Towarzystwa Szkolnego im. Mikołaja Reja w Bielsku-Białej
Towarzystwo powstało w kręgu inteligencji ewangelickiej w Bielsku-Białej w 1989 r., zaś liceum uruchomiono w 1990 r. Wzorem dla szkoły było przedwojenne gimnazjum im. M. Reja w Warszawie, finansowanej przez stołeczna parafię luterańską, ale do której chodzili uczniowie różnych wyznań.
W 1993 r. Towarzystwo powołało Fundację Towarzystwa Szkolnego, które fundusze na rozwój szkoły, jak i wypłaca stypendia, dotuje obozy wakacyjne. W ramach zespołu szkół powołano również Policealną Szkołę Administracji Publicznej, która po kilku latach została przekształcona w Wyższą Szkołę Administracji – jest to jedna z dwóch uczelni niepublicznych założonych przez środowiska protestanckie. Po reformie oświaty w 1999 r. utworzono również gimnazjum, później również szkoły podstawowe.
- Szkoła Podstawowa nr 2
- Szkoła Podstawowa nr 10
- Gimnazjum
- Liceum Ogólnokształcące
- Wyższa Szkoła Administracji (3-letnie studia licencjackie na wydziałach: administracji, stosunków międzynarodowych, fizjoterapii, nauk społecznych)

### Szkoły Towarzystwa Ewangelickiego w Cieszynie
Towarzystwo Ewangelickie działało na Śląsku Cieszyńskim jeszcze od XIX w., lecz przez władze PRL-u zostało rozwiązane, co nastąpiło formalnie w 1963 r. W 1991 r. grupa inteligencji ewangelickiej z Cieszyna postanowiła reaktywować Towarzystwo Ewangelickie, starać się o zwrot dawnego budynku, i utworzenia na tej bazie liceum. Starania o zwrot budynku zakończyły się sukcesem w 1992 r., a po przeprowadzeniu remontu, w 1993 r. otwarto w nim liceum.
- Przedszkole (PTE)
- Szkoła Podstawowa (SPTE)
- Gimnazjum (GTE)
- Liceum Ogólnokształcące (LOTE)

### Szkoły Ewangelickiego Towarzystwa Edukacyjnego w Gliwicach
Ewangelickie Towarzystwo Edukacyjne powstało w 1994 r., zaś liceum otwarto w 1995 r. w budynku parafii ewangelicko-augsburskiej w Gliwicach.
- Szkoła Podstawowa
- Gimnazjum
- Liceum Ogólnokształcące (profil podstawowy, rozszerzany indywidualnie)

### Szkoły Fundacji Edukacyjnej im. J.S. Bandtkiego w Krakowie
W Krakowie szkoła ewangelicka funkcjonowała od 1826 r., a w jej powstania i opracowaniu dla niej programu zasadniczy wkład miał prof. Jerzy Samuel Bandtkie. Była to szkoła elementarna, w której w okresie międzywojennym działało również prywatne gimnazjum żeńskie im. M. Reja. W 1992 r. parafia ewangelicko-augsburska w Krakowie odzyskała budynek. Na tej bazie doprowadzono do powołania Fundacji Edukacyjnej, która utworzyła w 1993 r. i prowadzi liceum, a później również gimnazjum.
- Prywatne Gimnazjum nr 8
- VII Liceum Ogólnokształcące im. Mikołaja Reja (klasy profilowane: humanistyczna, matematyczno-informacyjna, biologiczno-chemiczna)

### Szkoły Ewangelickiego Centrum Diakonii i Edukacji im. ks. Marcina Lutra (dawniej CeKIRON)
W 1999 r. Diecezja Wrocławska Kościoła Ewangelicko-Augsburskiego w RP powołała Centrum Kształcenia i Rehabilitacji Osób Niepełnosprawnych (CeKIRON). obecnie funkcjonuje ono jako Ewangelickie Centrum Diakonii i Edukacji im. ks. Marcina Lutra.
Do bezpłatnych szkół specjalnych Centrum przyjmowana jest młodzież z dysfunkcjami narządu ruchu i przewlekle chora, a w gimnazjum integracyjnym kształci się również młodzież pełnosprawna. Dla młodzieży spoza Wrocławia Centrum prowadzi bezpłatny internat.
Ponadto w 2001 r. powołano niepubliczną Polsko-Niemiecką Szkołę Podstawową. Nauka w tej szkole jest odpłatna. Dzieci zdobywają wiedzę zgodnie z polskimi oraz niemieckimi standardami nauczania, co umożliwia im dalsze kształcenie również na terenie Niemiec.
- gimnazjum integracyjne
- liceum ogólnokształcące
- uzupełniające liceum ogólnokształcące
- zasadnicza szkoła zawodowa
- technikum ekonomiczne

- Polsko-Niemiecka Szkoła Podstawowa

## Szkoła Fundacji „Laurentius” w Olsztynie
Szkoła policealna szkoli opiekunów w domach pomocy społecznej, ze specjalnością geriatria i rehabilitacja. Szkoła powstała w 2002 r. Jej organem założycielskim i prowadzącym jest Fundacja „Laurentius”.
- Policealna Szkoła „Laurentius”